# Gavilea leucantha
Gavilea leucantha es una especie de orquídea de hábito terrestre originaria de Sudamérica. Es la especie tipo del género.

## Descripción
Es una  orquídea de tamaño mediano que prefiere el clima frío. Tiene hábito terrestre.  Florece en agosto en una inflorescencia erecta que alcanza hasta los 50 cm de longitud y que lleva unas 30 flores.

## Distribución y hábitat
Se encuentra en el centro de Chile en Valparaíso  hasta  Bío Bío. Crece en lugares húmedos, con muy poca luz solar, y en el suelo entre las hojas descompuestas y las raíces de helechos.

## Sinonimia
- Limodorum venosum Lam., Encycl. 3: 516 (1792).
- Gavilea venosa (Lam.) Garay & Ormerod, Oasis 2(2): 7 (2002).
- Asarca leucantha Poepp. & Endl., Nov. Gen. Sp. Pl. 2: 13 (1837), nom. superfl.
- Asarca feuilleana Kraenzl., Orchid. Gen. Sp. 2: 36 (1903).
- Gavilea feuilleana (Kraenzl.) Lehnebach, Bot. J. Linn. Soc. 143: 450 (2003).[3]